# Stylochaeton lancifolium
Stylochaeton lancifolium là một loài thực vật có hoa trong họ Ráy (Araceae). Loài này được Kotschy & Peyr. miêu tả khoa học đầu tiên năm 1867.